# Exercices spirituels
Pour la notion, voir Exercice spirituel.
Les Exercices spirituels sont un ouvrage de prière faite de méditations progressives et systématiques composé par Ignace de Loyola (1491-1556), fondateur de la Compagnie de Jésus, à partir de sa propre expérience de recherche de la volonté de Dieu dans sa vie. D'abord rédigé en espagnol, puis traduit en latin par André des Freux, l'ouvrage fut approuvé par Paul III le 31 juillet 1548 (Pastoralis officii).
Pierre Hadot a montré comment plusieurs écoles de philosophie dans la tradition gréco-romaine utilisaient déjà des « exercices spirituels ».

La « première annotation » qui ouvre le livre explique le titre : 
« Par ce terme d’exercices spirituels, on entend toute manière d’examiner sa conscience, de méditer, de contempler, de prier vocalement et mentalement, et d’autres opérations spirituelles, comme il sera dit plus loin. De même, en effet, que se promener, marcher et courir sont des exercices corporels, de même appelle-t-on exercices spirituels toute manière de préparer et de disposer l’âme pour écarter de soi toutes les affections désordonnées et, après les avoir écartées, pour chercher et trouver la volonté divine dans la disposition de sa vie en vue du salut de son âme. »

## Présentation
Le livre contient environ 200 pages. Il est le guide de celui qui donne les exercices (ou accompagnateur spirituel) lors d’une retraite de quatre semaines (environ 30 jours). Dans une démarche progressive les méditations, contemplations et répétitions faites au long des journées de la retraite (en silence) aident celui qui les fait à voir clair dans sa vie et à l’orienter vers ce que Dieu désire de lui. C’est pourquoi, les exercices décrits dans cet ouvrage doivent être « faits » plutôt que « lus. »

## Les quatre semaines
Les quatre semaines des Exercices spirituels ne sont pas des semaines de calendrier. Elles sont d’inégales longueurs et doivent être adaptées de manière personnelle au cheminement spirituel du retraitant.

### Première semaine
Pour mieux faire les exercices de saint Ignace, la première semaine aide le retraitant à prendre la mesure de la présence du mal, du mensonge et de tout ce qui porte à la mort dans le monde et en lui-même. Qu’il fasse la vérité dans sa vie, se reconnaisse pécheur pour s’en remettre à la miséricorde de Dieu. Lui seul peut renouveler le cœur de l’homme. La semaine se termine généralement par le sacrement de réconciliation. Il n’est pas rare, dans la pratique, que cette semaine dure jusqu’à 10 ou 11 jours.

### Deuxième semaine
La deuxième semaine est un cheminement avec le Christ dans sa vie itinérante en Galilée. Elle commence avec une méditation sur l'Incarnation et se termine avec le dimanche des Rameaux. Aux mystères à contempler proposés par Ignace, l’accompagnateur spirituel du retraitant est libre d’ajouter d’autres scènes d’évangiles non mentionnées dans le livret. Le guide s’adapte toujours aux besoins spirituels du retraitant qu’il rencontre quotidiennement dans un colloque particulier. Au long de ces méditations le retraitant demande qu’une connaissance intérieure de Jésus lui soit donnée pour en recevoir un fruit qui donne orientation à sa vie personnelle. La semaine se termine sur une réflexion préliminaire sur le choix à faire (ou la confirmation) de son état de vie. Suivre ou ne pas suivre le Christ ?

### Troisième semaine
Durant la troisième semaine le retraitant vit avec le Christ le drame de sa passion : de Béthanie à sa mise au tombeau après la mort en croix. Anéantissement devant le Christ bien-aimé au Golgotha, qui de sa croix même recrée tout homme et tout l’homme.

### Quatrième semaine
Dans la quatrième semaine Jésus-Christ ressuscité est contemplé dans ses apparitions à sa mère et aux apôtres et disciples. Transformation des disciples qui ont eux-mêmes comme une nouvelle vie. Ils trouvent en Lui la force de proclamer la Vie et la liberté spirituelle en témoignant de la présence de Dieu.

### Contemplation pour parvenir à l'amour
Le mois des exercices spirituels se conclut en contemplant Dieu présent et actif (« travaillant ») au cœur du monde. Le retraitant fait son offrande : « Prends Seigneur et reçois toute ma liberté, ma mémoire, mon intelligence et toute ma volonté, tout ce que j’ai et possède. Tu me l’as donné : à Toi, Seigneur, je le rends. Tout est tien ; disposes-en selon ton entière volonté. Donne-moi ton amour et ta grâce. C’est assez pour moi. »

## Les inspirations
Un livre qui influença beaucoup Ignace durant son immobilisation forcée à Loyola — et conduisit à sa conversion — est La Vie du Christ par Ludolphe le Chartreux. Il en retint (pour ses Exercices spirituels) des scènes de la vie du Christ qui ne se trouvent dans aucun des quatre Évangiles.
Toute sa vie, L'Imitation de Jésus-Christ resta une de ses lectures préférées. Le livre de Thomas a Kempis est explicitement recommandé à celui qui fait les Exercices spirituels. Ignace est influencé plus largement par les Frères de la vie commune, et notamment Gérard Zerbolt de Zutphen (en).
Pour la structure des méditations et l’idée même d’exercices spirituels, il est possible qu’Ignace ait été influencé, directement ou indirectement, par l’Ejercitatorio de la vida espiritual de García Jiménez de Cisneros (es) (1455-1510), bénédictin, abbé de l’abbaye de Montserrat, près de Barcelone. Les similitudes des deux ouvrages sont toutefois réduites à un très petit nombre. Ignace est toutefois influencé de manière plus générale par l'abbaye de Montserrat, mais en a conservé toute l'originalité.

## Les influences
Stefan Zweig le mentionne dans sa biographie de Joseph Fouché (1759-1820) : « Il a appris pendant ses années de réfectoire l’incomparable discipline de la domination de soi-même, […] il a longtemps dompté sa volonté par les exercices de Loyola ».
Les Exercices spirituels sont l'origine de la spiritualité ignatienne, pratiquée par la Compagnie de Jésus (dont est issu le Pape François) et les autres membres de la famille ignatienne.
François de Paule Vallet (1883-1947) a compacté les Exercices spirituels en cinq jours, au lieu des quatre semaines prévues dans le schéma d'Ignace. Leur influence fut très importante en Espagne, et aussi en France en particulier de 1945 jusque dans les années 1970.

## Les gravures
À l’initiative d’Ignace de Loyola, Jérome Nadal fit réaliser un recueil de gravures : Evangelicae Historiae Imagines. 
Peu de temps avant sa mort, saint Ignace de Loyola avait pressé Nadal de concevoir un guide illustré pour enseigner la méditation aux novices jésuites. Nadal commanda les illustrations à plusieurs artistes, se réservant la rédaction des légendes. Ce recueil (153 gravures au total) a été publié à Anvers en 1593, soit plus de 10 ans après la mort de Nadal. Il a été édité par Martin Nutius, successeur de l'imprimeur Christophe Plantin. C’est le recueil le plus ancien de ce type qui nous soit parvenu.
Les légendes contiennent le titre de la scène évangélique, mais également une série d’annotations qui expliquent, par des renvois de lettres insérés dans l’image (A, B, C, etc.), telle ou telle partie de la scène représentée, ou plus exactement du lieu où elle se déroule (ce qu'Ignace appelle la « composition de lieu » dans les Exercices spirituels).
Le recueil suit l’ordre des contemplations données par Ignace dans les Exercices. Il en devient ainsi un complément pour aider le retraitant à se plonger entièrement dans la Cène, qu’il contemple comme s’il y participait.
En outre, ces dessins utilisent l’art de la perspective, ce qui est révolutionnaire pour l’époque, afin de rendre l’Évangile plus attirant. Le fidèle est invité à « s'immerger avec tous ses sens » dans la proximité de Dieu.
Dans un dessein analogue, le même usage de la perspective se fait dans les églises jésuites : tableaux et architectures incitent le croyant à entrer avec tout son être dans la contemplation de la vie du Christ. Au Gesù de Rome, à Saint-Ignace, les fresques et les trompe-l'œil contribuent, en pleine période baroque, à donner au visiteur la sensation de la réalité.
Matteo Ricci apporta avec lui les Exercices spirituels pour annoncer l’Évangile aux Chinois. Il écrivit : « Ce livre est d’une utilité aussi grande que la Bible au sens où pendant que nous parlons nous pouvons mettre sous les yeux de nos interlocuteurs des choses que les mots seuls ne pourraient expliquer. »

## Édition
- Exercices spirituels, introduction par François Courel, Paris, DDB, 1963
- Exercices spirituels, Traduction du texte autographe par Édouard Gueydan s.j. en collaboration, Collection Christus N°61, Paris, Desclée de Brouwer Bellarmin, 2004
- Les Exercices spirituels de S. Ignace de Loyola... Traduits du Latin en François, par un Père de la mesme Compagnie, Cnobbaert, Anvers, 1673[8].